# Station Wolica
Station Wolica is een spoorwegstation in de Poolse plaats Wolica.